# چونکاهدی‌هات
چونکاهِدی‌هات‌ (به مجاری:  Csonkahegyhát) یک منطقهٔ مسکونی در مجارستان است که در زالا واقع شده‌است.